# Emmy Scheele
Emmy Scheele (Amsterdam, 1949) is een Nederlands fotograaf.
Scheele volgde haar opleiding aan de Rijksacademie van Beeldende Kunsten te Amsterdam, afdeling Audiovisuele communicatie. Ze is zelfstandig fotograaf, specialisatie documentaire fotografie en portretfotografie. Daarnaast werkt zij in opdracht (onder andere voor de gemeente Amsterdam, Stadsherstel) en is ze docent fotografie (aan het Utrechts Centrum voor de Kunsten en het Leids Academisch Kunstcentrum).